# Hrvoje Miholjević
Hrvoje Miholjević (Zagabria, 8 giugno 1979) è un ex ciclista su strada croato.
È il fratello di Vladimir Miholjević, anch'egli ciclista.

## Palmarès

### Strada
- 2001

Campionati croati, Prova in linea Elite
- 2002

Poreč Trophy 5
- 2006 (Perutnina Ptuj, una vittoria)

Campionati croati, Prova in linea Elite
- 2007

Coppa San Geo
Gran Premio Capodarco
- 2008

2ª tappa Giro della Regione Friuli Venezia Giulia (Pozzuolo del Friuli > Savogna)
Classifica generale Giro della Regione Friuli Venezia Giulia
- 2010 (Loborika, una vittoria)

Grand Prix Betonexpressz 2000
- 2011 (Loborika, una vittoria)

Memorijal Zambelli

#### Altri successi
- 2001 (Dilettanti)

Classifica giovani Istrian Spring Trophy
Classifica giovani Tour of Croatia
- 2005 (Perutnina Ptuj)

2ª tappa The Paths of King Nikola (Dulcigno > Antivari, cronosquadre)
- 2007

Criterium Loborika
- 2009 (Loborika)

Memorijal Stjepan Grgac

## Piazzamenti

### Competizioni mondiali
- Campionati mondiali

Novo Mesto 1996 - In linea Junior: 120º
San Sebastián 1997 - In linea Junior: 88º
Plouay 2000 - In linea Under-23: 84º
Lisbona 2001 - In linea Under-23: 59º
Salisburgo 2006 - In linea Elite: ritirato
Stoccarda 2007 - In linea Elite: ritirato
Varese 2008 - In linea Elite: 24º
Mendrisio 2009 - In linea Elite: 76º
Melbourne 2010 - In linea Elite: ritirato
Copenaghen 2011 - In linea Elite: 137º

### Competizioni europee
- Campionati europei

Kielce 2000 - In linea Under-23: 117º